# Stadhuis van Ho Chi Minhstad
Stadhuis van Ho Chi Minhstad (Vietnamees: Trụ sở Ủy ban Nhân Thành phố Hồ Chí Minh) werd in de periode van 1902 tot 1908 gebouwd in Franse-koloniale stijl. Na de Val van Saigon in 1975 werd het omgedoopt tot het Gebouw van het Volkscomité. Het gebouw is niet open voor het publiek.
Op het plein voor het stadhuis staat een standbeeld van Hồ Chí Minh, naar wie de stad in 1976 is vernoemd.

## Afbeeldingen

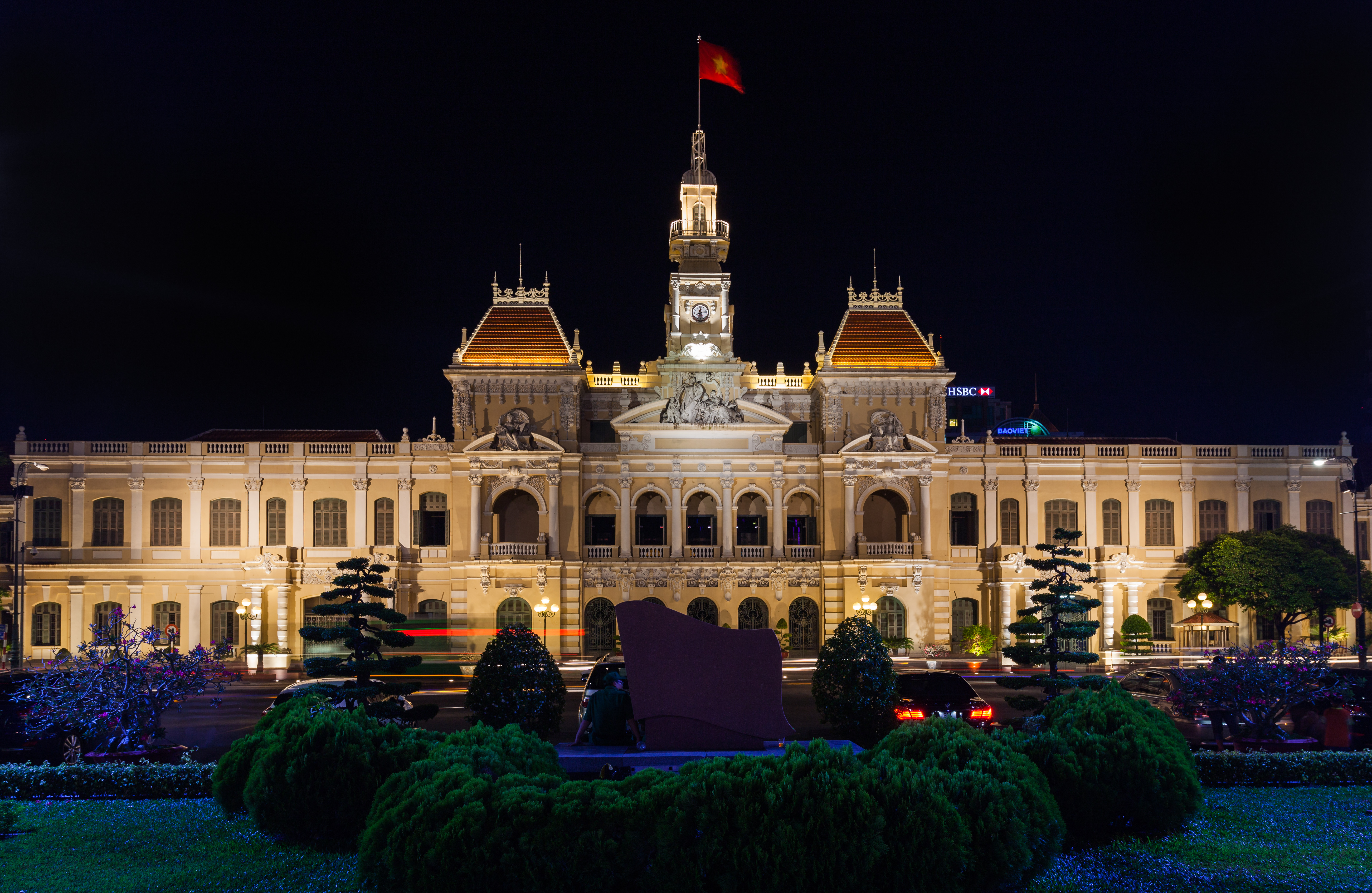
Het stadhuis in de avond
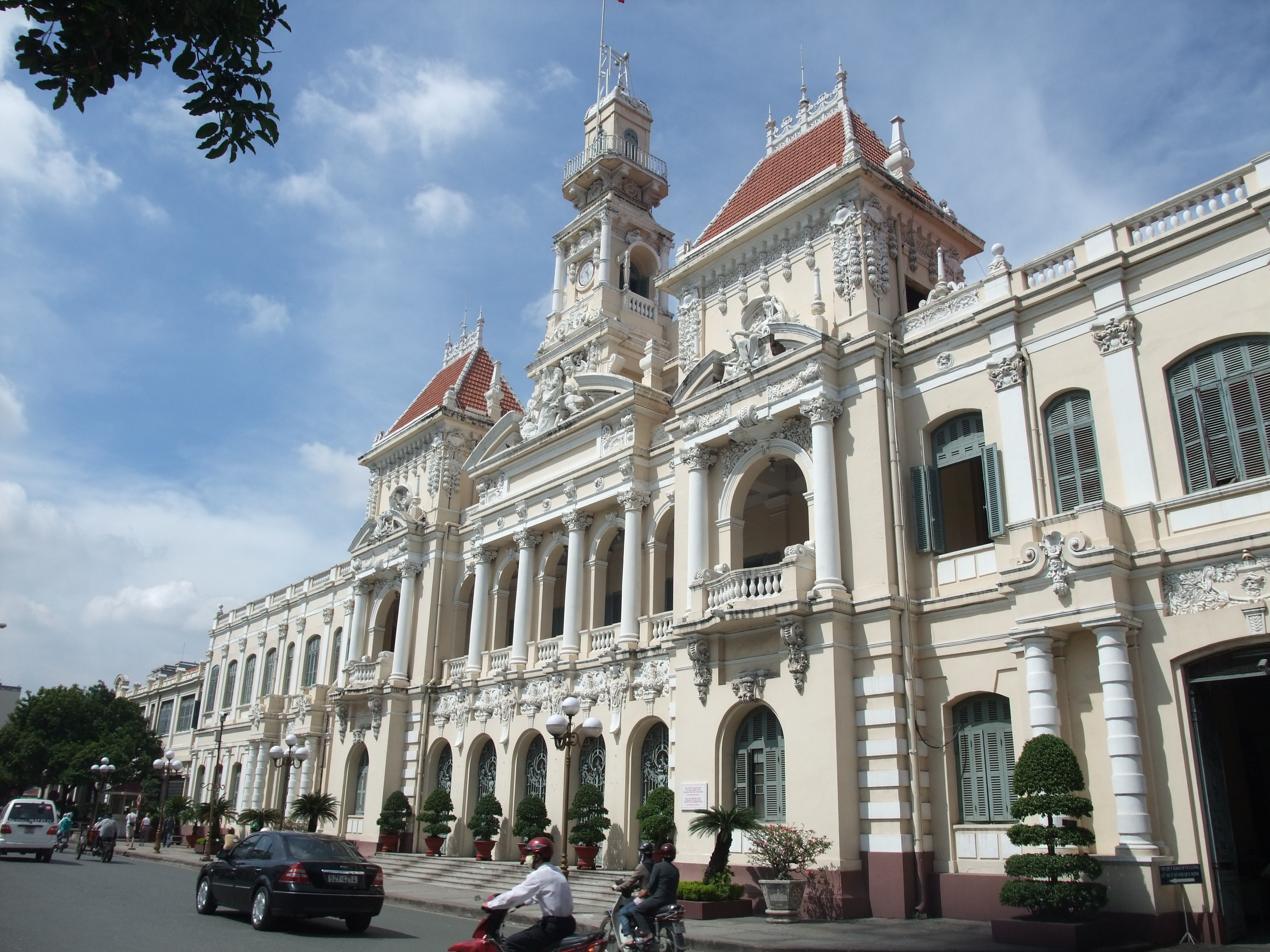
Vooraanzicht
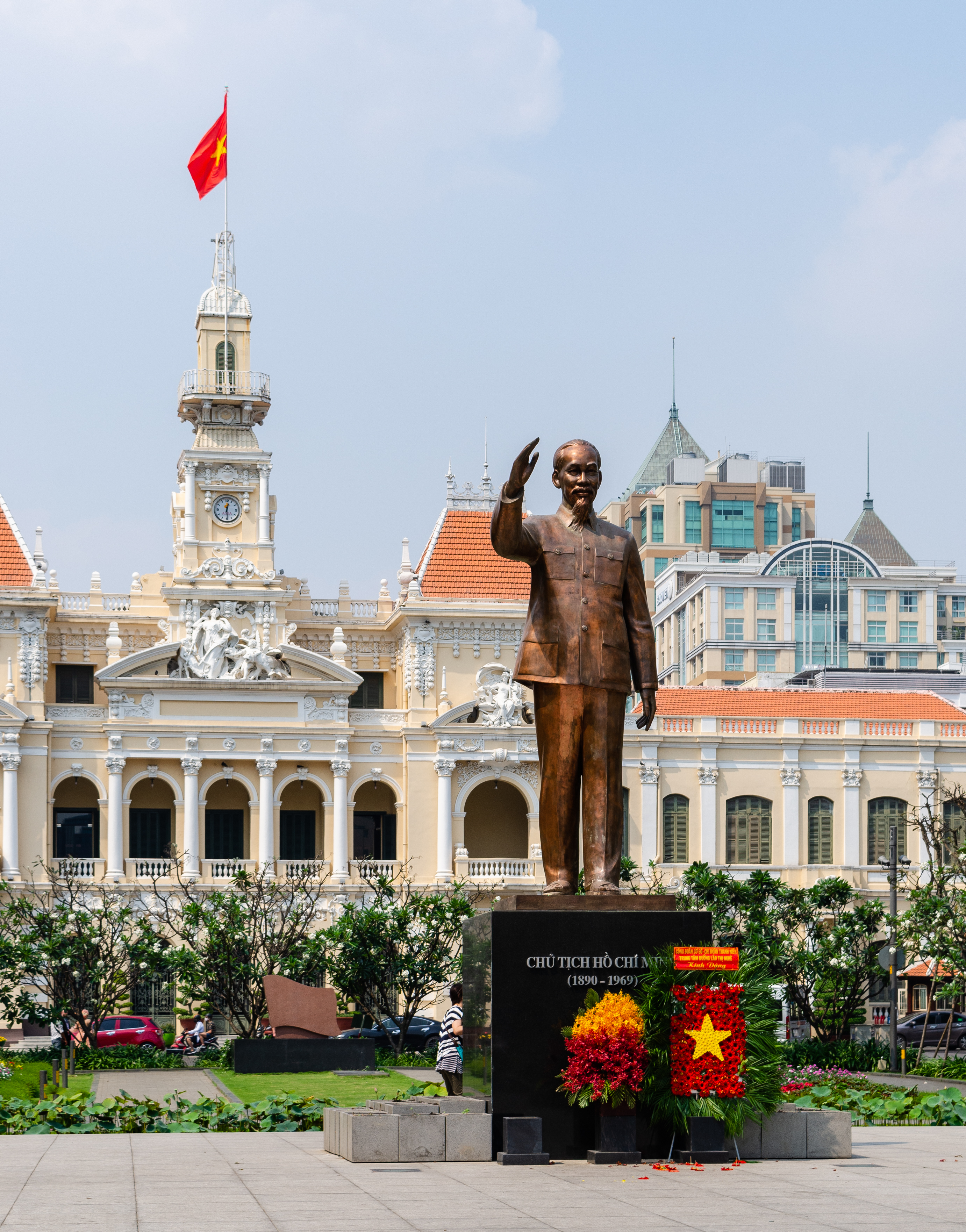
Standbeeld Hồ Chí Minh
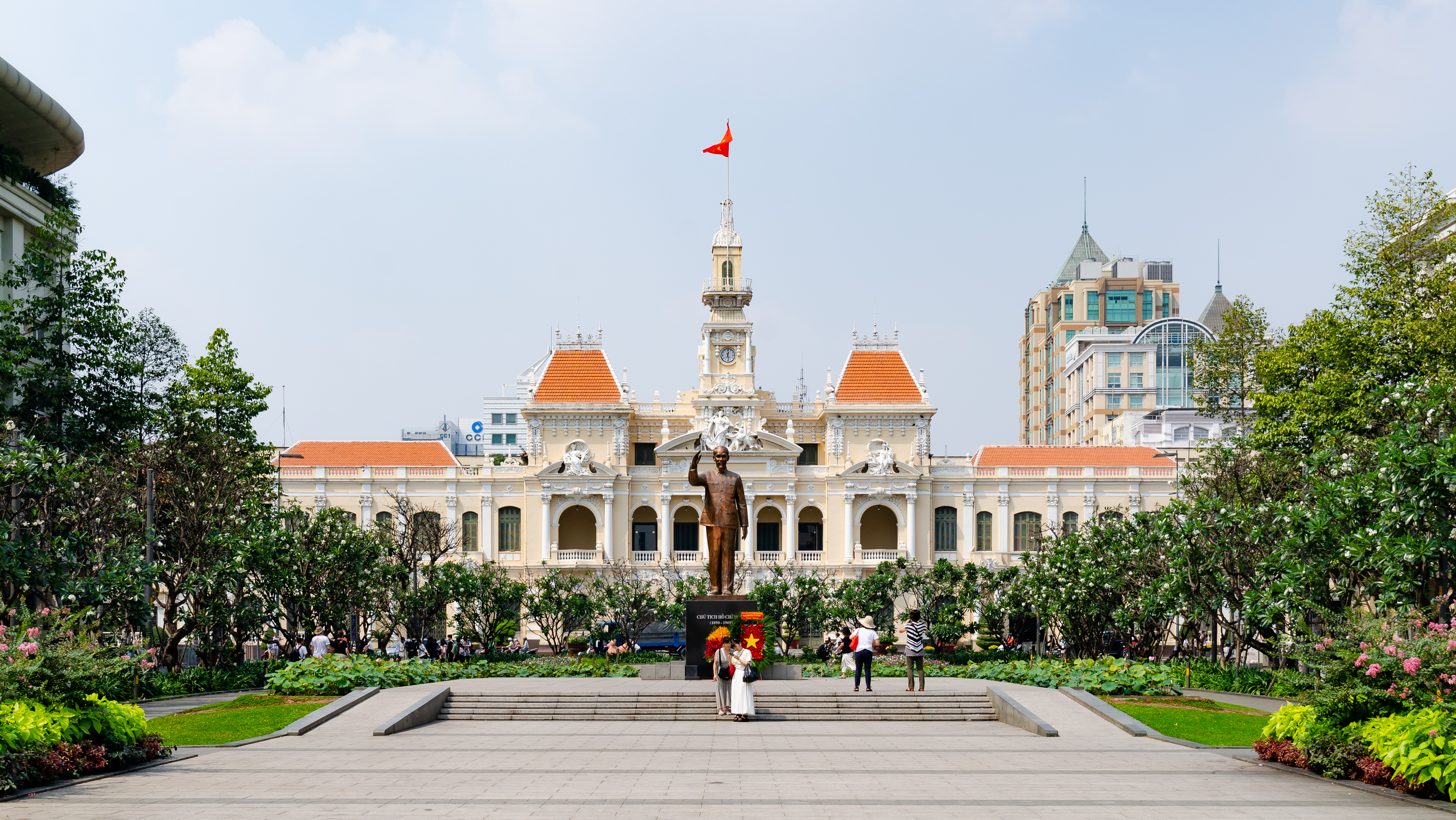
Plein voor het stadhuis